# アール・ヴァン・ドーン
アール・ヴァン・ドーン（英: Earl Van Dorn、1820年9月17日-1863年5月7日）は、アメリカ陸軍の職業軍人であり、米墨戦争やインディアン戦争で戦って功績を残した。南北戦争では南軍の将軍として従軍し、1862年のピーリッジの戦いや第二次コリンスの戦いでの敗北が特筆される。1863年春に市民に殺害された。
背が低く、直情的で、かなり感情に流されやすいことで知られ、画家、著作家、詩人でもあり、乗馬術に優れていることで尊敬され、また女好きとも言われた。この女好きのために1863年の死に繋がり、大衆の知るところとなった。当時のある新聞記者が殺人の直前に「醜い夫達の恐怖」と渾名をつけた。

## 生い立ちと初期の経歴
ヴァン・ドーンはミシシッピ州クレイボーン郡ポートギブソン近くで、アンドリュー・ジャクソンの姪ソフィア・ドネルソン・カフェリーと、弁護士と判事だったピーター・アーロン・ヴァン・ドーン夫妻の息子として生まれた。エミリー・ヴァン・ドーン・ミラーという姉妹が1人いた。1843年、キャロライン・ゴッドボールドと結婚し、息子のアール・ヴァン・ドーン・ジュニアと娘のオリビアが生まれた。
1838年、ヴァン・ドーンはウェストポイントの陸軍士官学校に入学し、4年後に同期56人中52番目の成績で卒業した。この入学指名にはアンドリュー・ジャクソンの親戚ということが役だった。1842年7月1日に第7アメリカ歩兵連隊の名誉少尉に任官し、南部での任務を開始した。
ヴァン・ドーンと第7アメリカ歩兵連隊は1842年から1843年にルイジアナ州パイク砦で守備隊任務に就き、1843年には短期間アラバマ州モーガン砦に駐屯した。ヴァン・ドーンは1843年から1844年までアラバマ州マウントバーノン武器庫の守備任務に就き、1844年から1845年はフロリダ州ペンサコーラ港任務を命じられた。この時の1844年11月30日に少尉に昇進した。

### メキシコ
ヴァン・ドーンは1845年から1846年にアメリカ陸軍がテキサスを占領したとき第7アメリカ歩兵連隊に在って、米墨戦争の初期段階は、テキサスの最南端の町ブラウンズビルにあるテキサス砦（ブラウン砦）の守備任務に就いた。
ヴァン・ドーンは1846年9月21日から23日のモンテレーの戦いと1847年3月9日から29日までのベラクルス包囲戦に従軍した。続いて1847年早くにウィンフィールド・スコット将軍の指揮下に入り、3月3日に中尉に昇進した。メキシコでのその後の戦いではうまく実効をあげ、その功績で2度名誉昇進を果たした。セルロ・ゴードの戦いに参加したことで4月18日付けで大尉に名誉昇進し、メキシコシティ近くでコントレラスの戦い、チュルブスコの戦いおよびベレンゲイトに参戦したことで4月20日付けで少将に名誉昇進した。9月3日にはメキシコシティ近くで足を負傷し、9月13日にはベレンゲイトを強襲しているときに再度負傷した。
メキシコでの戦争が終わると、1847年4月3日から1848年5月20日まで、P・F・スミス名誉少将の副官を務めた。ヴァン・ドーンと第7アメリカ歩兵連隊は1848年から1849年までルイジアナ州バトンルージュで守備隊を務め、続いて1849年にはミズーリ州リーメイのジェファーソン・バラックスに駐屯した。1849年から1850年はフロリダでセミノール族との戦闘に参加し、1850年から1851年は新兵募集業務を行った。
1852年から1855年、ヴァン・ドーンはミシシッピ州のイースト・パスカグーラ支部軍事収容所に駐在し、基地の書記官と財務官を務めた。1855年の残りはルイジアナ州ニューオーリンズに駐在し、短期間再度新兵募集業務を行った後に、ジェファーソン・バラックス駐屯に戻った。1855年3月3日付けで第2アメリカ騎兵隊の大尉に昇進した。ヴァン・ドーンと第2アメリカ騎兵隊は1855年から1856年にテキサスのキャンプ・クーパで辺境任務に就き、1856年はテキサス北部の偵察を行い、1856年7月1日にはコマンチェ族と小戦闘を行った。次に1856年から1857年は、テキサスのキャンプ・コロラド任務となり、1857年は偵察任務を再び行った後に1857年から1858年はキャンプ・コロラド任務に戻り、最後は1858年にテキサスのコーク郡にあるチャドボーン砦に駐屯した。
ヴァン・ドーンはさらにインディアン準州でセミノール族とさらにまたコマンチェ族との戦いに参加した。そこで4回負傷し、特にコマンチェ族に対する遠征隊を率いたときは、1858年10月1日にウィチタの集落近くで2本の矢（1本は左腕、もう1本は右脇腹で胃と肺を傷つけた）をうけて重傷だった。1858年から1859年はインディアン準州のキャンプ・ラジミンスキーに、1859年はテキサスのキャンプ・コロラドに駐屯した。1859年にコマンチェ族に対する偵察隊を指揮し、5月13日にネッセントゥンガ渓谷で戦い、1859年から1860年はテキサスのメイソン砦任務となった。メイソン砦任務の時に、1860年6月28日付けで少佐に昇進した。1860年の残りから1861年の初めまでは休暇を取った。

## 南北戦争での任務
ヴァン・ドーンはその出身州とアメリカ連合国に従うことを選択し、アメリカ陸軍を除隊し、1861年1月31日付けで認められた。1月23日にはミシシッピ州民兵隊の准将に指名され、ジェファーソン・デイヴィスがアメリカ連合国の大統領に選ばれた2月に、デイヴィスに代わってミシシッピ州兵隊の少将と指揮官になった。
1861年3月16日にミシシッピ州兵隊を辞任し、南軍の歩兵隊大佐として入隊した。4月から8月はテキサス方面軍における志願兵旅団を率いるために西部に派遣された。ガルベストンに到着すると、ヴァン・ドーンとその部隊は町の港で3隻の北軍艦船の捕獲に成功した。続いてインディアノーラに最後まで残っていた正規兵部隊に向かい、これを降伏させた。さらにテキサスのアメリカ軍（北軍）指揮官デイビッド・E・トゥイッグスの降伏で北軍の物資、設備および兵士を受け入れた。
ヴァン・ドーンはリッチモンドに呼びつけられ、4月25日に第1アメリカ連合国正規騎兵隊の大佐に指名され、バージニア州の騎兵隊全てを率い、続いて直ぐの6月5日には准将に昇進した。1861年9月19日に少将に昇進した後、5日後にはポトマック軍の師団指揮官となり、1862年1月10日まで第1師団を率いた。この頃にデイヴィス大統領は新しいミシシッピ圏地区軍の指揮官を必要としていた。そこにはスターリング・プライスとベンジャミン・マカロックというライバル関係にある2人の将軍がおり、彼等の強い個性を抑え、効果的に戦える軍隊を作る必要があった。ヘンリー・ヒースとブラクストン・ブラッグの2人の将軍もその職を辞退したので、デイヴィスはヴァン・ドーンを選んだ。ヴァン・ドーンは西部に向かい、9月19日から分かれていた部隊を集結させ、アーカンソー州ポカホンタスに作戦本部を置いた 1862年1月29日にこの地区の指揮官に就いた。。

### ピーリッジ

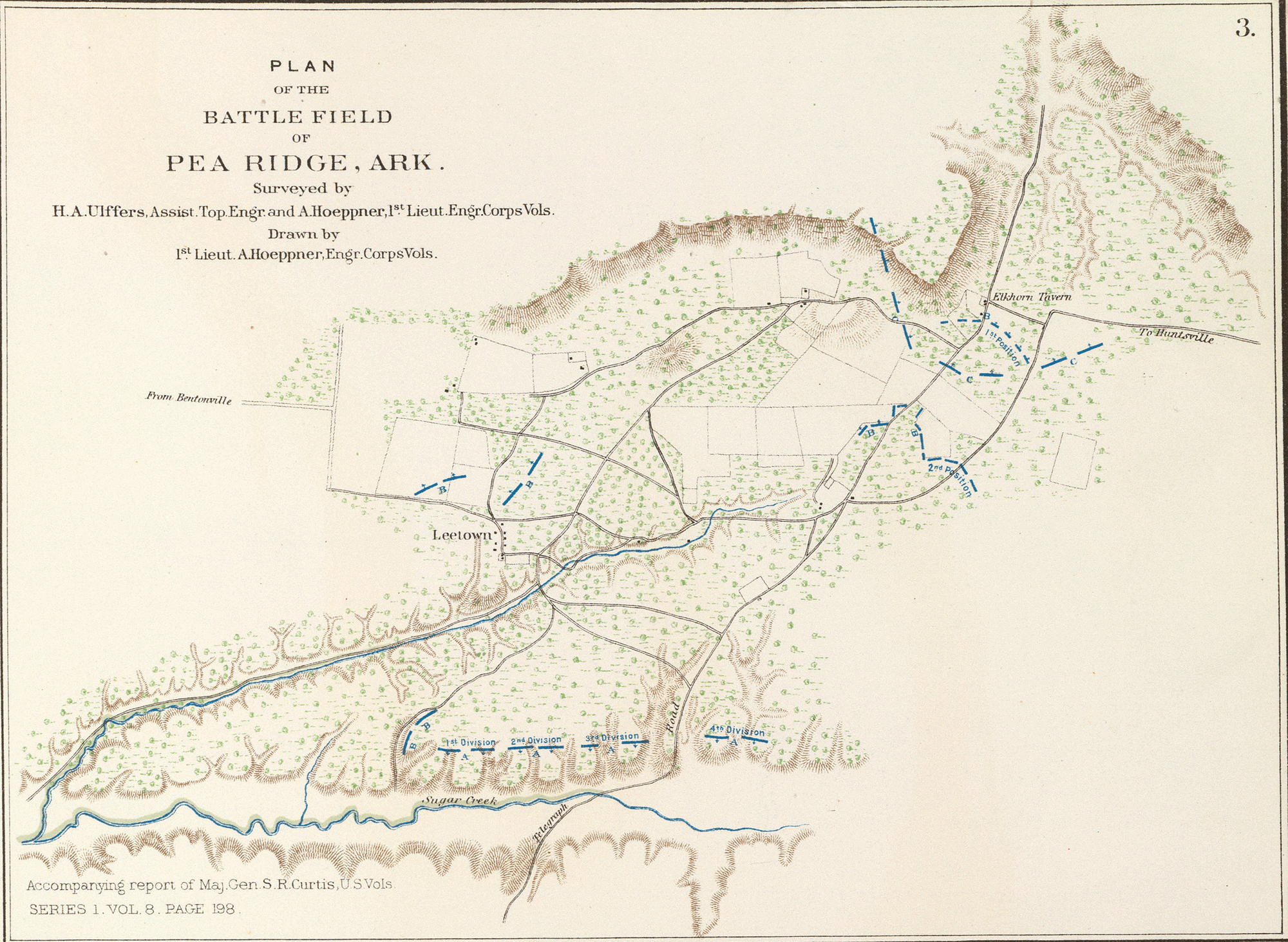
ピーリッジの戦いの戦場

1861年暮れと1862年の年明けまでに、ミズーリ州の北軍は州内から南軍全てをほとんど追い出すまでになっていた。ヴァン・ドーンがこの方面軍の指揮を執った時、そのおよそ17,000名の兵士と60門の大砲からなる西部軍で既に進行中の事態に対処しなければならなかった。北軍を攻撃して打ち破り、ミズーリ州に入ってセントルイスを占領し、南軍にとって重要なこの州の支配を取り戻すことを望んだ。3月3日にボストン山脈近くに集結した軍隊に合流し、翌日には北への進軍を開始した。
1862年春、北軍サミュエル・R・カーティス准将がアーカンソー州に入って、その10.500名の南西軍で南軍を追跡した。カーティスはその4個師団と50門の大砲を集めて、シュガー・クリークと呼ばれる小川に沿ったアーカンソー州ベントン郡に移動した。その小川の北岸に優れた防御陣地を見付け、南からの攻撃を想定してその要塞化を始めた。ヴァン・ドーンは向かい合うカーティスの塹壕を施した陣地を攻撃しないことにした。その代わりに自軍をプライスとマカロックに率いられる1個師団ずつの2つに分け、カーティス軍の後方で再集合することを期待してそれぞれ北へ進軍させる命令を出した。ヴァン・ドーンは2隊の移動速度を上げさせるために物資用荷車を置いていかせる決断をしたが、この決断が後に重要になることが分かった。南軍には強行軍に適当な装備が不足していたこと（ある者は靴すら無かったと言う）、倒木が道を遮っていたこと、兵士が疲れ飢えていたこと、およびマカロック隊の到着が遅れたことなど様々な要因が災いして2隊の再集合が遅れた。この遅れの間に、3月6日の1日を使ってカーティスはその軍隊を再配置させて予期しなかった後方からの攻撃に備えたので、カーテイス軍は南軍の2翼の間に位置することになった。さらに加えて、ヴァン・ドーンの前衛部隊が偶然エルムスプリングス近くで北軍警邏隊に駆け込んでしまい、北軍は南軍の接近を知った。
ピーリッジの戦いは、南北戦争の中で南軍の勢力が北軍を上回っていた数少ない例の一つである。ヴァン・ドーンはこの軍隊の指揮を執る少し前に、妻のキャロラインに宛てて次のような手紙を書いた。
私は今まずいことになっている。名声を得てこの国のために群を抜く働きをするか失敗するかだ。失敗してはいけないし、それは許されない。セントルイスを奪らなければならない。...そして万歳だ！
ヴァン・ドーンはマカロック隊の合流を待った後で、辛抱できなくなり、3月7日時点の現有勢力で行動を起こすことに決めた。午前9時頃、エルコーン酒場に近い北軍の陣地を攻撃するようプライスに命じ、プライスが負傷したにも拘わらず、夜までに北軍を後退させ、カーティス軍の通信線を遮断することに成功した。一方、マカロックはヴァン・ドーンの命令で異なる経路を取っており行軍を急いでいたが、カーテイス軍の防御陣の一部と戦っていた。この戦闘の早い段階でマカロックとジェイムズ・M・マッキントッシュ准将が戦死し、効果的な攻撃を組織する指揮官がいないままになった。その夜に、プライス隊とマカロック隊の残兵が合流し、ヴァン・ドーンは次の行動を熟慮した。
翌3月8日、カーテイス軍は前日いた場所から約1マイル (1.6 km)後退して、同じように強固な防御陣地にいた。ヴァン・ドーンぐんはピーリッジ山の前に防御的に配置し、十分明るくなったときに北軍の対応を見るためにその陣地に向けて残っていた砲弾を発射させた。北軍砲兵隊も応射してきてヴァン・ドーン軍の大砲の大半を破壊した。続いてカーテイス軍が反撃を掛け、対抗する歩兵隊の接触もほとんど無いままに南軍を潰走させた。ヴァン・ドーンは南方へ撤退する決断を下し、1週間の間人家も希な地域を撤退する間に兵士達は地域の数少ない住人から分け与えられた少ない食料で凌いでいった。西部軍はボストン山脈の南に残してきた輜重隊にやっと合流することができた。ヴァン・ドーンの公式報告書では、ピーリッジでのできごとを次の様に要約した。
私は先ず、エルクホーンで敵軍を破ろうとしたが、全く予期しておらず私の管理下に無かった一連の事故と、訓練の行き届かなかった軍隊が私の意図を挫いた。マカロックとマッキントッシュの戦死およびヘーベルが捕まったことで、右翼を指揮する士官がいなくなったことで全くの混乱となり、2日目の敵軍の強固な陣地では、戦いから退くしか選択肢が無かった。

この戦いでの損失については完全に定説が出来上がっていない。多くの軍事歴史家が提示した数字は北軍が1,000名ないし1,200名、南軍が約2,000名である。しかし、ヴァン・ドーンの公式報告書では些か異なる数字を上げている。これによると、北軍は戦死約800名、負傷1,000名ないし1,200名および捕虜300名で、合計約2,300名となり、南軍は800名ないし1,000名が戦死または負傷で200名ないし300名が捕虜、合計約1,300名となっている。
この戦闘における南軍の敗北と、ヴァン・ドーン軍がミシシッピ川を渉ってテネシー軍を支援するよう命令されたことと併せて、北軍はミズーリ州を完全に支配し、ヴァン・ドーン軍がいなくなって事実上防御が無くなったアーカンソー州の心臓部を脅かすことになった。ピーリッジでの敗北にも拘わらず、アメリカ連合国議会は4月21日にヴァン・ドーンとその部隊に向けて、「アーカンソー州エルクホーンの戦いでの勇気と技術とうまい行動に対し」その感謝を議決した。ヴァン・ドーンは、当時の南軍陸軍長官ジュダ・P・ベンジャミンに提出した3月18日の報告書で、「私は負けていない。私の意図が挫かれただけだ。私はまだ成功を楽観視しており、機会があればいつでも攻撃を繰り返すことを止めないだろう。"」と言って、損失を受けたという批判に反論した。

### 第二次コリンスの戦い

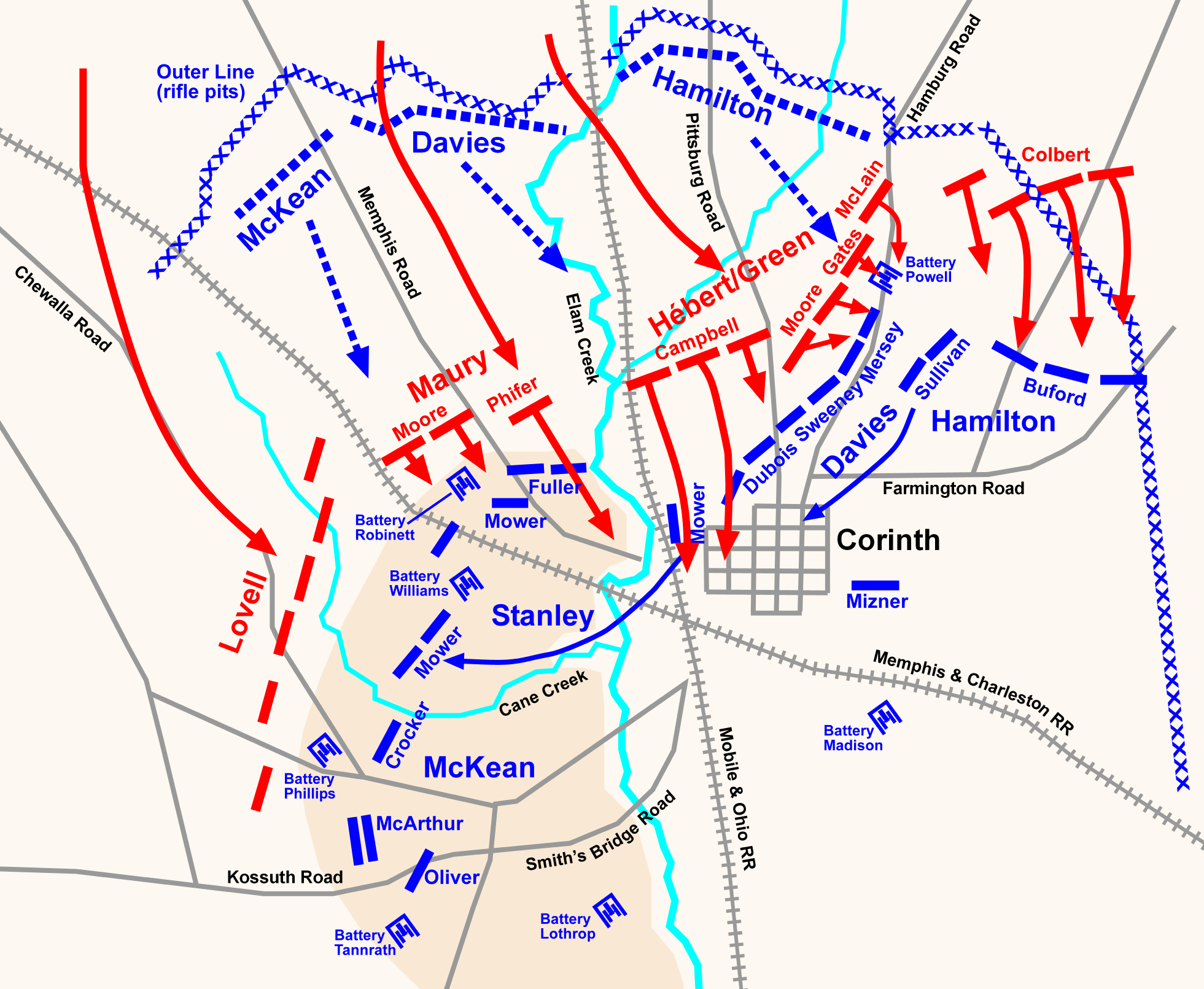
第二次コリンスの戦い、1862年10月3日-4日

第二次コリンスの戦いの時のヴァン・ドーンの行動が再度北軍の勝利に繋がってしまった。ピーリッジの時と同様に、1862年10月1日から2日に行われたこの戦いにおける初期段階ではうまく立ち回り、この時は約22,000名の勢力と北軍にほぼ匹敵するものを持っていてプライスの部隊と共に手堅く部隊を配置していた。しかし、ヴァン・ドーンは北軍の防御力を偵察することを怠っており、10月3日に行ったミシシッピ州コリンスでウィリアム・ローズクランズ准将の強固な防御陣地にかけた攻撃は大きな損失を出して撃退された。
10月4日から5日、ヴァン・ドーン軍は北軍スティーブン・A・ハールバットおよびエドワード・オード各准将に率いられた部隊とハッチー橋の戦いで手荒な扱いを受けた。しかし、ローズクランズが攻撃的に追撃しなかったことでヴァン・ドーン軍は逃げ遂せた。第二次コリンスの戦いでの損失は、北軍が2,520名（戦死355名、負傷1,841名、捕虜または不明324名）、南軍が4,233名（戦死473名、負傷1,997名、捕虜または不明1,763名）だった。
コリンスでの敗北後、そのときの行動について釈明するために調査委員会の場に送られた。その告発に対しては無罪となったものの、再度軍隊指揮を任されることはなくなった。

### 騎兵隊への復帰
ヴァン・ドーンは騎兵隊指揮官としては有効であることが証明された。1862年12月のミシシッピ州ホリースプリングスでの行動で、ユリシーズ・グラントの第一次ビックスバーグ方面作戦を大きく妨害し、1,500名の兵士を捕虜にし、少なくとも150万ドル相当の北軍物資を破壊した。
ヴァン・ドーンは1863年3月5日のトンプソン橋の戦いでも成功した。このとき北軍ジョン・コバーン大佐の旅団がフランクリンを離れ南方の偵察に出た。スプリングヒルの約手前4マイル (6 km)で、コバーンは2個連隊からなる南軍を攻撃したが撃退された。ヴァン・ドーンはW・H・ジャクソンの下馬した部隊に直截正面攻撃を掛けさせ、一方ネイサン・ベッドフォード・フォレストの騎兵隊には北軍の左翼を回って後方に付かせた。ジャクソン隊は3度の突撃を撃退された後で、最後に北軍の陣地を落とし、フォレストはコバーンの輜重隊を捕獲し、唯一の逃げ道であるコロンビアに向かう道を塞いだ。コバーンは弾薬が付きかけてしかも包囲されており降伏した。
1863年3月16日、ヴァン・ドーンはブラクストン・ブラッグ将軍のテネシー軍で騎兵軍団の指揮を任され、4月10日の第一次フランクリンの戦いに参加し、北軍ゴードン・グランジャーの騎兵隊と小競り合いを演じて137名を失った。グランジャー隊の損失は100名程だった。この小さな戦闘を契機に、ヴァン・ドーンはその移動を止めて作戦を建て直し、その後スプリングヒル地域に戻った。

### 死
ヴァン・ドーンを死に導いたのは北軍の銃弾ではなく、女好きという評判だった。1863年5月、テネシー州モーリー郡のスプリングヒルにあった作戦本部で、ジェイムズ・B・ピーターズ博士に撃たれた。ピーターズは、ヴァン・ドーンがピーターズの妻ジェシーと情事に及んでいたと主張した。ヴァン・ドーンはマット・チェアーの家の事務室（後にファーガソン・ホールと呼ばれた）で一人で机に向かい書き物をしており、ピーターズが入ってきて直ぐに後頭部を撃って即死させた。ピーターズは後に南軍当局に逮捕されたが、殺人で裁判に掛けられることは無かった。ヴァン・ドーンの遺骸はミシシッピ州に戻され、ポーとギブソンのウィンターグリーン墓地に埋葬された。